# دوري كرة القدم الإنجليزي 1924–25
دوري كرة القدم الإنجليزي 1924–25 هو موسم من دوري كرة القدم الإنجليزي. أقيم خلال الفترة 30 أغسطس 1924 وحتى 2 مايو 1925، وفاز فيه هدرسفيلد تاون.